# Anatolikos
Anatolikos (лат.) — род морских крабов из семейства Cancridae. Обнаружен в водах Японии, Южной Кореи и Тайваня.
До 2000 года представители этого рода относились к роду Cancer, который тогда был разделен на несколько новых родов.
Карапакс представителей рода имеет большую ширину, чем длину; весь покрыт мелкими гранулами и окаймлён несколькими шипами. Пять шипов сливаются, образуя переднюю часть, простирающуюся за пределы глаз, что является уникальным для этого рода признаком. Края орбит утолщены; вымерший род Anisospinos имеет аналогичную особенность, но его можно отличить по острым изогнутым шипам.
Название рода происходит от греческого anatolikos («восточный»), что указывает на его ареал в Японии.

## Виды
На май 2024 года в род включают два современных и четыре вымерших вида:
- Anatolikos fujinaensis (Sakumoto, Karasawa & Takayasu, 1992) †
- Anatolikos itoigawa (Karasawa, 1990) †
- Anatolikos japonicus (Ortmann, 1893)
- Anatolikos tomowoi (Karasawa, 1990) †
- Anatolikos tumifrons (Yokoya, 1933)
- Anatolikos undecimspinosus Schweitzer, Feldmann, González-Barba & Ćosović, 2006 †